# I'm Not Dead
I'm Not Dead là album phòng thu thứ tư của ca sĩ kiêm sáng tác nhạc người Mỹ Pink, phát hành ngày 4 tháng 4 năm 2006 bởi LaFace Records và Jive Records. Sau những thành tích không như mong đợi về mặt thương mại của album phòng thu trước Try This (2003), Pink quyết định chia tay Arista Records và bày tỏ sự bất mãn trước sự kiểm soát quá mức về mặt âm nhạc và chiến dịch quảng bá kém hiệu quả của hãng đĩa. Đóng vai trò điều hành sản xuất của dự án, cô bắt đầu thử nghiệm những âm thanh mới và hợp tác với một loạt nhà sản xuất khác nhau, bao gồm Billy Mann, Butch Walker, Mike Elizondo, Dr. Luke và Max Martin. I'm Not Dead là một bản thu âm pop kết hợp với một số yếu tố từ acoustic, folk rock, hard rock, power pop, pop rock, folk pop, new wave, dance và hip hop, trong đó Pink đồng sáng tác trong tất cả những bản nhạc từ album, ngoại trừ bản nhạc ẩn "I Have Seen the Rain" được viết lời bởi cha cô Jim Moore. Tiêu đề của album đề cập đến sự mạnh mẽ và không im lặng trước những ý kiến xung quanh.
Ban đầu, album mang tiêu đề Long Way to Happy nhưng được Pink thay đổi thành I'm Not Dead, để phù hợp với bản chất mạnh mẽ trong phong cách âm nhạc và nội dung ca từ. Sau khi phát hành, đĩa nhạc nhận được những phản ứng tích cực từ giới phê bình, trong đó họ đánh giá cao những rủi ro Pink thực hiện trong tác phẩm cũng như những thử nghiệm của cô với nhạc rock. I'm Not Dead cũng gặt hái những thành công lớn về mặt thương mại, đứng đầu bảng xếp hạng tại Úc, Áo, Đức, New Zealand và Thụy Sĩ, đồng thời lọt vào top 10 ở hầu hết những quốc gia khác, bao gồm vươn đến top 5 ở nhiều thị trường lớn như Canada, Hà Lan, Phần Lan, Na Uy và Vương quốc Anh. Album ra mắt ở vị trí thứ sáu trên bảng xếp hạng Billboard 200 tại Hoa Kỳ với 126,000 bản, trở thành album thứ ba liên tiếp của nữ ca sĩ vươn đến top 10 tại đây và được chứng nhận hai đĩa Bạch kim bởi Hiệp hội Công nghiệp Ghi âm Hoa Kỳ (RIAA). Tính đến nay, đĩa nhạc đã bán được hơn năm triệu bản trên toàn cầu.
Sáu đĩa đơn đã được phát hành từ I'm Not Dead. "Stupid Girls" được chọn làm đĩa đơn mở đường và gây tranh cãi bởi nội dung lời bài hát và video ca nhạc, nhưng lọt vào top 10 ở hơn 15 quốc gia và nhận được đề cử giải Grammy cho Trình diễn giọng pop nữ xuất sắc nhất. "Who Knew", "U + Ur Hand" và "Dear Mr. President" cũng tiếp nối những thành công tương tự về mặt thương mại, trong đó hai đĩa đơn đầu tiên đã lọt vào top 10 trên bảng xếp hạng Billboard Hot 100 tại Hoa Kỳ. Những đĩa đơn còn lại "Nobody Knows" và "Leave Me Alone (I'm Lonely)" chỉ đạt được những thành tích hạn chế trên toàn cầu. Để quảng bá album, Pink trình diễn trên nhiều chương trình truyền hình và lễ trao giải lớn, như The Ellen DeGeneres Show, Late Show with David Letterman, Top of the Pops và Wetten, dass..?, đồng thời thực hiện chuyến lưu diễn I'm Not Dead Tour với 154 đêm diễn và đi qua năm châu lục. Một phiên bản Bạch kim của đĩa nhạc cũng được phát hành vào tháng 12 năm 2007 với ba bài hát mới và một DVD kèm theo.

## Danh sách bài hát
| I'm Not Dead – Phiên bản tiêu chuẩn | I'm Not Dead – Phiên bản tiêu chuẩn                          | I'm Not Dead – Phiên bản tiêu chuẩn       | I'm Not Dead – Phiên bản tiêu chuẩn | I'm Not Dead – Phiên bản tiêu chuẩn |
| STT                                 | Nhan đề                                                      | Sáng tác                                  | Sản xuất                            | Thời lượng                          |
| ----------------------------------- | ------------------------------------------------------------ | ----------------------------------------- | ----------------------------------- | ----------------------------------- |
| 1.                                  | "Stupid Girls"                                               | Pink Billy Mann Nikey Olovson Robin Lynch | Mann MachoPsycho [a]                | 3:17                                |
| 2.                                  | "Who Knew"                                                   | Pink Max Martin Lukasz Gottwald           | Martin Dr. Luke                     | 3:28                                |
| 3.                                  | "Long Way to Happy"                                          | Pink Butch Walker                         | Walker                              | 3:49                                |
| 4.                                  | "Nobody Knows"                                               | Pink Mann                                 | Mann                                | 3:59                                |
| 5.                                  | "Dear Mr. President" (hợp tác với Indigo Girls)              | Pink Mann                                 | Mann Pink                           | 4:33                                |
| 6.                                  | "I'm Not Dead"                                               | Pink Mann                                 | Al Clay Mann                        | 3:46                                |
| 7.                                  | "'Cuz I Can"                                                 | Pink Martin Gottwald                      | Martin Dr. Luke                     | 3:43                                |
| 8.                                  | "Leave Me Alone (I'm Lonely)"                                | Pink Walker                               | Walker                              | 3:18                                |
| 9.                                  | "U + Ur Hand"                                                | Pink Martin Gottwald Rami                 | Martin Dr. Luke                     | 3:34                                |
| 10.                                 | "Runaway"                                                    | Pink Mann                                 | Josh Abraham Mann                   | 4:23                                |
| 11.                                 | "The One That Got Away"                                      | Pink Mann                                 | Mann Pink                           | 4:42                                |
| 12.                                 | "I Got Money Now"                                            | Pink Mike Elizondo                        | Elizondo                            | 3:55                                |
| 13.                                 | "Conversations with My 13 Year Old Self"                     | Pink Mann                                 | Mann                                | 3:50                                |
| 14.                                 | "I Have Seen the Rain" (hợp tác với Jim Moore) (bản nhạc ẩn) | Jim Moore                                 | Pink                                | 3:30                                |
| Tổng thời lượng:                    | Tổng thời lượng:                                             | Tổng thời lượng:                          | Tổng thời lượng:                    | 54:07                               |

| I'm Not Dead – Phiên bản quốc tế (bản nhạc bổ sung) | I'm Not Dead – Phiên bản quốc tế (bản nhạc bổ sung)         | I'm Not Dead – Phiên bản quốc tế (bản nhạc bổ sung) | I'm Not Dead – Phiên bản quốc tế (bản nhạc bổ sung) | I'm Not Dead – Phiên bản quốc tế (bản nhạc bổ sung) |
| STT                                                 | Nhan đề                                                     | Sáng tác                                            | Sản xuất                                            | Thời lượng                                          |
| --------------------------------------------------- | ----------------------------------------------------------- | --------------------------------------------------- | --------------------------------------------------- | --------------------------------------------------- |
| 14.                                                 | "Fingers"                                                   | Pink Mann                                           | Mann Chris Rojas [a]                                | 3:42                                                |
| 15.                                                 | "I Have Seen the Rain" (hợp tác với Jim Moore; bản nhạc ẩn) | Moore                                               | Pink                                                | 3:30                                                |

| I'm Not Dead – Phiên bản tại Vương quốc Anh (bản nhạc bổ sung) | I'm Not Dead – Phiên bản tại Vương quốc Anh (bản nhạc bổ sung) | I'm Not Dead – Phiên bản tại Vương quốc Anh (bản nhạc bổ sung) | I'm Not Dead – Phiên bản tại Vương quốc Anh (bản nhạc bổ sung) | I'm Not Dead – Phiên bản tại Vương quốc Anh (bản nhạc bổ sung) |
| STT                                                            | Nhan đề                                                        | Sáng tác                                                       | Sản xuất                                                       | Thời lượng                                                     |
| -------------------------------------------------------------- | -------------------------------------------------------------- | -------------------------------------------------------------- | -------------------------------------------------------------- | -------------------------------------------------------------- |
| 14.                                                            | "Fingers"                                                      | Pink Mann                                                      | Mann Rojas [a]                                                 | 3:42                                                           |
| 15.                                                            | "Centerfold"                                                   | Pink Cathy Dennis Greg Kurstin                                 | Kurstin                                                        | 3:20                                                           |
| 16.                                                            | "I Have Seen the Rain" (hợp tác với Jim Moore; bản nhạc ẩn)    | Moore                                                          | Pink                                                           | 3:30                                                           |

| I'm Not Dead – Phiên bản trên iTunes Store (bản nhạc bổ sung) | I'm Not Dead – Phiên bản trên iTunes Store (bản nhạc bổ sung) | I'm Not Dead – Phiên bản trên iTunes Store (bản nhạc bổ sung) | I'm Not Dead – Phiên bản trên iTunes Store (bản nhạc bổ sung) | I'm Not Dead – Phiên bản trên iTunes Store (bản nhạc bổ sung) |
| STT                                                           | Nhan đề                                                       | Sáng tác                                                      | Sản xuất                                                      | Thời lượng                                                    |
| ------------------------------------------------------------- | ------------------------------------------------------------- | ------------------------------------------------------------- | ------------------------------------------------------------- | ------------------------------------------------------------- |
| 15.                                                           | "Crash & Burn"                                                | Pink Mann                                                     | Mann Chris Rojas [a]                                          | 4:26                                                          |
| 16.                                                           | "Centerfold"                                                  | Pink Dennis Kurstin                                           | Kurstin                                                       | 3:20                                                          |
| 17.                                                           | "Fingers"                                                     | Pink Mann                                                     | Mann Chris Rojas [a]                                          | 3:42                                                          |

| I'm Not Dead – Phiên bản Tour tại Úc (bản nhạc bổ sung) | I'm Not Dead – Phiên bản Tour tại Úc (bản nhạc bổ sung) | I'm Not Dead – Phiên bản Tour tại Úc (bản nhạc bổ sung) |
| STT                                                     | Nhan đề                                                 | Thời lượng                                              |
| ------------------------------------------------------- | ------------------------------------------------------- | ------------------------------------------------------- |
| 14.                                                     | "Fingers"                                               | 3:42                                                    |
| 15.                                                     | "I Have Seen the Rain" (hợp tác với James T. Moore)     | 3:33                                                    |
| 16.                                                     | "Who Knew" (Bimbo Jones Radio Edit)                     | 3:27                                                    |
| 17.                                                     | "U + Ur Hand" (Beatcult Remix)                          | 6:40                                                    |

| I'm Not Dead – Phiên bản Bạch kim (bản nhạc bổ sung) | I'm Not Dead – Phiên bản Bạch kim (bản nhạc bổ sung) | I'm Not Dead – Phiên bản Bạch kim (bản nhạc bổ sung) | I'm Not Dead – Phiên bản Bạch kim (bản nhạc bổ sung) |
| STT                                                  | Nhan đề                                              | Sáng tác                                             | Thời lượng                                           |
| ---------------------------------------------------- | ---------------------------------------------------- | ---------------------------------------------------- | ---------------------------------------------------- |
| 15.                                                  | "Heartbreaker"                                       | Pink Kara DioGuardi Greg Wells                       | 3:10                                                 |
| 16.                                                  | "Centerfold"                                         |                                                      | 3:21                                                 |
| 17.                                                  | "Fingers"                                            |                                                      | 3:42                                                 |
| 18.                                                  | "U + Ur Hand" (Bimbo Jones Remix)                    |                                                      | 3:48                                                 |

| I'm Not Dead – Phiên bản Tour tại Úc (DVD kèm theo) | I'm Not Dead – Phiên bản Tour tại Úc (DVD kèm theo)        | I'm Not Dead – Phiên bản Tour tại Úc (DVD kèm theo) |
| STT                                                 | Nhan đề                                                    | Thời lượng                                          |
| --------------------------------------------------- | ---------------------------------------------------------- | --------------------------------------------------- |
| 1.                                                  | "Stupid Girls" (video ca nhạc)                             |                                                     |
| 2.                                                  | "Who Knew" (video ca nhạc)                                 |                                                     |
| 3.                                                  | "U + Ur Hand" (video ca nhạc)                              |                                                     |
| 4.                                                  | "Nobody Knows" (video ca nhạc)                             |                                                     |
| 5.                                                  | "Dear Mr. President" (Trực tiếp từ Wembley Arena)          |                                                     |
| 6.                                                  | "Leave Me Alone (I'm Lonely)" (Trực tiếp từ Wembley Arena) |                                                     |
| 7.                                                  | "Stupid Girls" (Hậu trường thực hiện video)                |                                                     |
| 8.                                                  | "U + Ur Hand" (Hậu trường thực hiện video)                 |                                                     |

| I'm Not Dead – Phiên bản Bạch kim (DVD kèm theo) | I'm Not Dead – Phiên bản Bạch kim (DVD kèm theo)  | I'm Not Dead – Phiên bản Bạch kim (DVD kèm theo) |
| STT                                              | Nhan đề                                           | Thời lượng                                       |
| ------------------------------------------------ | ------------------------------------------------- | ------------------------------------------------ |
| 1.                                               | "Stupid Girls" (Hậu trường thực hiện video)       |                                                  |
| 2.                                               | "Stupid Girls" (video ca nhạc)                    |                                                  |
| 3.                                               | "U + Ur Hand" (Hậu trường thực hiện video)        |                                                  |
| 4.                                               | "U + Ur Hand" (video ca nhạc)                     |                                                  |
| 5.                                               | "Who Knew" (video ca nhạc)                        |                                                  |
| 6.                                               | "Nobody Knows" (video ca nhạc)                    |                                                  |
| 7.                                               | "U + Ur Hand" (Trực tiếp từ Wembley Arena)        |                                                  |
| 8.                                               | "Who Knew" (Trực tiếp từ Wembley Arena)           |                                                  |
| 9.                                               | "Dear Mr. President" (Trực tiếp từ Wembley Arena) |                                                  |
| 10.                                              | "Just Like a Pill" (Trực tiếp từ Wembley Arena)   |                                                  |
| 11.                                              | "Dear Mr. President" (Trực tiếp từ phòng thu)     |                                                  |

| I'm Not Dead – Phiên bản DualDisc (mặt DVD) | I'm Not Dead – Phiên bản DualDisc (mặt DVD) | I'm Not Dead – Phiên bản DualDisc (mặt DVD) |
| STT                                         | Nhan đề                                     | Thời lượng                                  |
| ------------------------------------------- | ------------------------------------------- | ------------------------------------------- |
| 1.                                          | "Toàn bộ Album với Âm thanh Vòm 5.1"        |                                             |
| 2.                                          | "P!nk - Live in Europe" (Trailer)           |                                             |
| 3.                                          | "Phỏng vấn P!nk"                            |                                             |
| 4.                                          | "P!nk Presents: The Stupid Girls"           |                                             |
| 5.                                          | "Stupid Girls" (video ca nhạc)              |                                             |
| 6.                                          | "Stupid Girls" (Cảnh quay hỏng và bị cắt)   |                                             |

Ghi chú
- ^[a]  nghĩa là đồng sản xuất.

## Xếp hạng
| Bảng xếp hạng (2006)                     | Vị trí cao nhất |
| ---------------------------------------- | --------------- |
| Album Úc (ARIA)                          | 1               |
| Album Áo (Ö3 Austria)                    | 1               |
| Album Bỉ (Ultratop Vlaanderen)           | 3               |
| Album Bỉ (Ultratop Wallonie)             | 8               |
| Album Canada (Billboard)                 | 2               |
| Album Đan Mạch (Hitlisten)               | 13              |
| Album Hà Lan (Album Top 100)             | 5               |
| Album Châu Âu (Billboard)                | 1               |
| Album Phần Lan (Suomen virallinen lista) | 3               |
| Album Pháp (SNEP)                        | 7               |
| Album Đức (Offizielle Top 100)           | 1               |
| Album Ireland (IRMA)                     | 9               |
| Album Ý (FIMI)                           | 31              |
| Album Nhật Bản (Oricon)                  | 19              |
| Album New Zealand (RMNZ)                 | 1               |
| Album Na Uy (VG-lista)                   | 4               |
| Album Ba Lan (ZPAV)                      | 39              |
| Album Bồ Đào Nha (AFP)                   | 28              |
| Album Scotland (OCC)                     | 5               |
| Album Tây Ban Nha (PROMUSICAE)           | 73              |
| Album Thụy Điển (Sverigetopplistan)      | 7               |
| Album Thụy Sĩ (Schweizer Hitparade)      | 1               |
| Album Anh Quốc (OCC)                     | 3               |
| Album Hoa Kỳ Billboard 200               | 6               |
| Album Hoa Kỳ Top Tastemaker (Billboard)  | 9               |

| Bảng xếp hạng (2006)                     | Vị trí |
| ---------------------------------------- | ------ |
| Album Úc (ARIA)                          | 2      |
| Album Áo (Ö3 Austria)                    | 9      |
| Album Bỉ (Ultratop Flanders)             | 33     |
| Album Bỉ (Ultratop Wallonia)             | 86     |
| Album Đan Mạch (Hitlisten)               | 48     |
| Album Châu Âu (Billboard)                | 8      |
| Album Phần Lan (Suomen virallinen lista) | 12     |
| Album Pháp (SNEP)                        | 46     |
| Album Đức (Offizielle Top 100)           | 9      |
| Album Thụy Điển (Sverigetoplistan)       | 19     |
| Album Thụy Sĩ (Schweizer Hitparade)      | 8      |
| Album Anh Quốc (OCC)                     | 9      |
| Hoa Kỳ Billboard 200                     | 130    |
| Album Toàn cầu (IFPI)                    | 17     |
| Bảng xếp hạng (2007)                     | Vị trí |
| Album Úc (ARIA)                          | 2      |
| Album Áo (Ö3 Austria)                    | 10     |
| Album Bỉ (Ultratop Flanders)             | 32     |
| Album Pháp (SNEP)                        | 49     |
| Album Đức (Offizielle Top 100)           | 7      |
| Album New Zealand (RMNZ)                 | 10     |
| Album Thụy Sĩ (Schweizer Hitparade)      | 22     |
| Album Anh Quốc (OCC)                     | 46     |
| Hoa Kỳ Billboard 200                     | 96     |
| Album Toàn cầu (IFPI)                    | 37     |
| Bảng xếp hạng (2008)                     | Vị trí |
| Album Úc (ARIA)                          | 36     |
| Album Anh Quốc (OCC)                     | 199    |
| Bảng xếp hạng (2009)                     | Vị trí |
| Album Úc (ARIA)                          | 24     |

| Bảng xếp hạng (2000–2009) | Vị trí |
| ------------------------- | ------ |
| Album Úc (ARIA)           | 3      |
| Album Áo (Ö3 Austria)     | 12     |
| Album Anh Quốc (OCC)      | 88     |

## Chứng nhận
| Quốc gia | Chứng nhận   | Số đơn vị/doanh số chứng nhận |
| --- | ------------ | ----------------------------- |
| Úc (ARIA) | 12× Bạch kim | 840.000‡                      |
| Áo (IFPI Áo) | 2× Bạch kim  | 60.000*                       |
| Bỉ (BEA) | Bạch kim     | 50.000*                       |
| Canada (Music Canada) | 2× Bạch kim  | 200.000^                      |
| Đan Mạch (IFPI Đan Mạch) | Vàng         | 20.000^                       |
| Phần Lan (Musiikkituottajat) | Vàng         | 16,085                        |
| Pháp (SNEP) | Bạch kim     | 200.000*                      |
| Đức (BVMI) | 7× Vàng      | 1.050.000^                    |
| Hungary (Mahasz) | Bạch kim     | 10.000^                       |
| Ireland (IRMA) | 3× Bạch kim  | 45.000^                       |
| Hà Lan (NVPI) | Vàng         | 35.000^                       |
| New Zealand (RMNZ) | 2× Bạch kim  | 30.000^                       |
| Nga (NFPF) | 2× Bạch kim  | 40.000*                       |
| Hàn Quốc (KMCA) | —            | 1,891                         |
| Thụy Điển (GLF) | Vàng         | 30.000^                       |
| Thụy Sĩ (IFPI) | 2× Bạch kim  | 60.000^                       |
| Anh Quốc (BPI) | 4× Bạch kim  | 1,284,026                     |
| Hoa Kỳ (RIAA) | 2× Bạch kim  | 2.000.000^                    |
| Tổng hợp |              |                               |
| Châu Âu (IFPI) | 2× Bạch kim  | 2.000.000*                    |
| * Chứng nhận dựa theo doanh số tiêu thụ. ^ Chứng nhận dựa theo doanh số nhập hàng. ‡ Chứng nhận dựa theo doanh số tiêu thụ và phát trực tuyến. |              |                               |

## The Remixes
The Remixes là đĩa mở rộng đầu tiên và cũng là album phối lại đầu tiên của ca sĩ kiêm sáng tác nhạc người Mỹ Pink, phát hành ngày 20 tháng 2 năm 2007 dưới hình thức tải nhạc số và bao gồm những bản phối lại của ba đĩa đơn đầu tiên trích từ album phòng thu thứ tư của cô I'm Not Dead.

### Danh sách bài hát
| The Remixes – Phiên bản tiêu chuẩn | The Remixes – Phiên bản tiêu chuẩn | The Remixes – Phiên bản tiêu chuẩn        | The Remixes – Phiên bản tiêu chuẩn |
| STT                                | Nhan đề                            | Remix                                     | Thời lượng                         |
| ---------------------------------- | ---------------------------------- | ----------------------------------------- | ---------------------------------- |
| 1.                                 | "U + Ur Hand"                      | Bimbo Jones Remix                         | 8:15                               |
| 2.                                 | "U + Ur Hand"                      | Beatcult Remix                            | 6:39                               |
| 3.                                 | "Who Knew"                         | The Bimbo Jones Radio Edit                | 3:26                               |
| 4.                                 | "Who Knew"                         | Sharp Boys Jonathan Harvey Remix          | 8:38                               |
| 5.                                 | "Stupid Girls"                     | Junior Vasquez & Dynamix Remix - Club Mix | 4:00                               |
| 6.                                 | "Stupid Girls"                     | Noize Trip Remix                          | 3:13                               |